# Campeonato Europeo de Gimnasia Rítmica de 2017
El XXXIII Campeonato Europeo de Gimnasia Rítmica se celebró en Budapest (Hungría) entre el 19 y el 21 de mayo de 2017 bajo la organización de la Unión Europea de Gimnasia (UEG) y la Federación Húngara de Gimnasia.
Las competiciones se realizaron en la Arena Deportiva de Budapest László Papp.

## Resultados
| Evento                                | Oro                                                                  | Plata                                                       | Bronce                                           |
| ------------------------------------- | -------------------------------------------------------------------- | ----------------------------------------------------------- | ------------------------------------------------ |
| Pelota (21.05)                        | Arina Averina · Rusia · 18,850                                       | Alexandra Soldatova · Rusia · 18,125                        | Alina Harnasko · Bielorrusia · 17,550            |
| Mazas (21.05)                         | Arina Averina · Rusia · 19,075                                       | Dina Averina · Rusia · 19,000                               | Linoy Ashram Israel 17,750                       |
| Cinta (21.05)                         | Dina Averina · Rusia · 17,625                                        | Katrin Taseva Bulgaria 17,150                               | Neviana Vladinova Bulgaria 16,975                |
| Aro (21.05)                           | Dina Averina · Rusia · 18,200                                        | Alexandra Soldatova · Rusia · 18,150                        | Linoy Ashram Israel 17,975                       |
| Concurso completo por equipos (20.05) | Rusia · Arina Averina · Dina Averina · Alexandra Soldatova · 182,175 | Bielorrusia · Katsiaryna Halkina · Alina Harnasko · 171,450 | Bulgaria Katrin Taseva Neviana Vladinova 170,300 |

## Medallero
| Núm. | País        | Oro | Plata | Bronce | Total |
| ---- | ----------- | --- | ----- | ------ | ----- |
| 1    | Rusia       | 5   | 3     | 0      | 8     |
| 2    | Bulgaria    | 0   | 1     | 2      | 3     |
| 3    | Bielorrusia | 0   | 1     | 1      | 2     |
| 4    | Israel      | 0   | 0     | 2      | 2     |
|      | TOTAL       | 5   | 5     | 5      | 15    |